# Chợ Eonyang
Chợ Eonyang là chợ đường phố truyền thống cách ga Ulsan khoảng 2 km ở Eonyang, huyện Ulju, Ulsan, Hàn Quốc. Chợ trải rộng trên diện tích 3.386 m² với hơn 419 cửa hàng, trong đó có nhiều cửa hàng bán trái cây, rau, thịt, cá, bánh mì, quần áo và các mặt hàng y học cổ truyền Hàn Quốc. Chợ cũng có nhiều nhà hàng nhỏ và các quầy bán thức ăn đường phố.

## Cải tạo phục hồi
Do sự xuất hiện của những cửa hàng đại hạ giá ở Ulsan, chính quyền thành phố đã bắt đầu một sáng kiến phục hồi chợ vào giữa thập niên 2000 để cải thiện cơ sở hạ tầng xung quanh các chợ truyền thống của Ulsan trong một nỗ lực nhằm duy trì bầu không khí truyền thống. Việc cải tạo chợ Eonyang hoàn thành vào năm 2009, bao gồm lắp đặt một mái vòm dài 177 m để giúp người mua sắm không bị ướt khi trời mưa.